# Сесіль Дюфло
Сесіль Дюфло (фр. Cécile Duflot; нар. 1 квітня 1975, Вільнев-Сен-Жорж) — французька політична діячка, лідерка партії «Європа Екологія — Зелені» (2006–2012), міністерка житла і територіальної рівності (2012–2014). Членкиня Національних зборів Франції.

## Життєпис
Дочка залізничника та профспілкової активістки і вчительки. У молодості вона жила у Монтеро-Фо-Іонн, повернулась до рідного міста на початку 1990-х. Закінчила Університет Париж VII (1992), навчалась у Вищій школі економічних і комерційних наук (здобула ступінь у галузі географії). У 2001 році приєдналася до Партії зелених, а у 2003 році увійшла до ради партії. У 2005 році була призначена прессекретаркою «Зелених».
Після перемоги Франсуа Олланда на президентських виборах 2012 року призначена міністеркою житлового будівництва та рівності територій. На наступних парламентських виборах була обрана депутаткою від шостого виборчого округу Парижа, мандат, який вона залишила своєму заступнику і який повернула в 2014 році, після своєї відставки з уряду. Співголова групи екологів у Національних зборах з 2015 року, вона зазнала поразки на президентських екологічних праймериз 2016 року.
Усунута в першому турі парламентських виборів 2017 року, Дюфло оголосила про свій відхід з політики в 2018 році, щоб зайняти посаду генеральної директора неурядової організації Oxfam France. У 2022 році була призначена до Національного консультативного комітету з етики в галузі охорони здоров'я та наук про життя.